# Croton calocephalus
Espèce
Croton calocephalus est une espèce de plantes à fleurs du genre Croton et de la famille des Euphorbiaceae, présente au Brésil (Goias).
Il a pour synonyme :
- Oxydectes calocephala, (Müll.Arg.) Kuntze